# Матчи сборной России по футболу 1997
В 1997 году сборная России по футболу провела 12 встреч, 4 из которых выиграла, 4 свела вничью и 4 проиграла. Команда заняла 2-е место в отборочной группе к чемпионату мира 1998 года и вышла в стыковые матчи, где проиграла сборной Италии по сумме двух встреч (1:1 дома, 0:1 в гостях).

## Список встреч
Международный турнир «Кубок „Карлсберг“». 1/2 финала
| 7 февраля 1997 | \| Югославия \| 1:1 (1:0) по пенальти 5:6 \| Россия \| \| Дробняк 40′ \| Голы \| Дм. Попов 62′ \| | Стадион: «Гонконг», Гонконг Зрителей: 25 430 Судья: Хью Даллас |
| Югославия: Коцич, Петрович (Милоевич, 90'), Михайлович, Миркович, Стефанович, Живкович, Говедарица, Савичевич, Друлович, Милошевич (Чурчич, 77'), Дробняк. Россия: Овчинников, Хлестов (Боков, 78'), Цвейба, Чугайнов, Дм. Попов, Харлачёв, Веретенников (Аленичев, 46'), Яновский, Тихонов (к), Симутенков, Канищев (Кечинов, 88'). Главный тренер: Борис Игнатьев. Серия пенальти: Михайлович — 1:0, Симутенков — 1:1, Савичевич — 2:1, Тихонов — 2:2, Дробняк — 3:2, Аленичев — 3:3, Чурчич — 4:3, Дм. Попов — 4:4, Миркович — 5:4, Боков — 5:5, Говедарица — 5:5 (перекладина), Харлачёв — 5:6. Предупреждение: Симутенков (57'). Удаление: Коцич (90', «фол последней надежды»). |                                                                                                   |                                                                |
| Югославия | 1:1 (1:0) по пенальти 5:6                                                                         | Россия                                                         |
| Дробняк 40′ | Голы                                                                                              | Дм. Попов 62′                                                  |

Международный турнир «Кубок „Карлсберг“». Финал
| 10 февраля 1997 | \| Швейцария \| 1:2 (0:2) \| Россия \| \| Тюлер 80′ \| Голы \| Симутенков 23′, 26′ \| | Стадион: «Гонконг», Гонконг Зрителей: 20 167 Судья: Хью Даллас |
| Швейцария: Хильфикер, Фогель, Викки, Вольф, Ротенбюлер (Ломбардо, 46'), М. Якин (Вайлер, 56'), Эспозито, Канталуппи, Тюлер, Кунц (де Наполи, 46'), Шассо. Россия: Черчесов (к), Боков, Чугайнов, Цвейба, Дм. Попов, Аленичев, Цымбаларь (Веретенников, 88'), Яновский, Харлачёв, Герасименко (Канищев, 77'), Симутенков. Главный тренер: Борис Игнатьев. Предупреждения: Цвейба (4'), Канталуппи (15'), М. Якин (51'), Харлачёв (62'), Ломбардо (68'), Чугайнов (?). |                                                                                       |                                                                |
| Швейцария | 1:2 (0:2)                                                                             | Россия                                                         |
| Тюлер 80′ | Голы                                                                                  | Симутенков 23′, 26′                                            |

Товарищеский матч
| 12 марта 1997 | \| Югославия \| 0:0 \| Россия \| | Стадион: «Црвена звезда», Белград Зрителей: 32 000 Судьи: Крсте Даниловски, Ванчо Коцев, Никола Богоевски. |
| Югославия: Краль, Миркович (Савельич, 83'), Джорович, Йоканович, Говедарица (Ковачевич, 90'), Михайлович, Югович, Миятович, Дробняк (Милошевич, 64'), Савичевич (Чирич, 73'), Надь (Друлович, 68'). Главный тренер: Слободан Сантрач Россия: Овчинников, Хлестов, Чугайнов, Дм. Попов (Харлачёв, 64'), Тетрадзе, Карпин, Онопко (к), Канчельскис (Аленичев, 74'), Бесчастных (Цвейба, 46'; Боков, 85'), Колыванов, Симутенков (Герасименко, 86'). Главный тренер: Борис Игнатьев. Предупреждения: Говедарица (35'), Милошевич (81'); Чугайнов (18'), Дм. Попов (60'). |                                  | |
| Югославия | 0:0                              | Россия |

Отборочная стадия XVI чемпионата мира. Матч группы 5 зоны УЕФА
| 29 марта 1997 | \| Кипр \| 1:1 (1:1) \| Россия \| \| Гогич 31′ \| Голы \| Симутенков 33′ \| | Стадион: «Димотико», Паралимни Зрителей: 3 199 Судья: Хуан Ансуатеги Рока |
| Кипр: Петридес, Феодоту, Питтас, Андреу, Мисос, Ларку, Малекос (Меланаркитис, 86'), Папавасилиу, Гогич (Оккас, 84'), Иоанну (Энгомитис, 77'), Тимофеу. Россия: Черчесов, Дм. Попов, Чугайнов, Цымбаларь (Герасименко, 69'), Тетрадзе, Карпин, Онопко (к), Канчельскис, Мостовой, Колыванов, Симутенков. Главный тренер: Борис Игнатьев. Предупреждения: Малекос (58'), Феодоту (88'). |                                                                             |                                                                           |
| Кипр | 1:1 (1:1)                                                                   | Россия                                                                    |
| Гогич 31′ | Голы                                                                        | Симутенков 33′                                                            |

Отборочная стадия XVI чемпионата мира. Матч группы 5 зоны УЕФА
| 30 апреля 1997 | \| Россия \| 3:0 (1:0) \| Люксембург \| \| Кечинов 20′ · Гришин 55′ · Симутенков 57′ \| Голы \| \| | Стадион: «Динамо», Москва Зрителей: 10 000 Судья: Джон Роуботэм |
| Россия: Овчинников, Радимов (Зубко, 68'), Ковтун, Косолапов, Тетрадзе (Дм. Попов, 26'), Чугайнов, Онопко (к), Аленичев, Бесчастных (Гришин, 46'), Кечинов, Симутенков. Главный тренер: Борис Игнатьев. Люксембург: Кох, Ванек, Позинг, Бирсенс, Штрассер, Сайбене (Амодио, 89'), Эллерс, Вайс, Лангерс (Тилль, 66'), Кардони (Ламборелль, 74'), Ф. Девилль. Главный тренер: Поль Филипп. Предупреждения: Ковтун (43'), Бирсенс (82'). Удаление: Штрассер (56', неспортивное поведение). | |                                                                 |
| Россия | 3:0 (1:0)                                                                                          | Люксембург                                                      |
| Кечинов 20′ · Гришин 55′ · Симутенков 57′ | Голы                                                                                               |                                                                 |

Отборочная стадия XVI чемпионата мира. Матч группы 5 зоны УЕФА
| 8 июня 1997 | \| Россия \| 2:0 (2:0) \| Израиль \| \| Радимов 8′ · Косолапов 38′ \| Голы \| \| | Стадион: «Динамо», Москва Зрителей: 30 000 Судья: Герд Грабер |
| Россия: Овчинников, Радимов, Никифоров, Косолапов, Яновский, Цвейба, Онопко (к), Аленичев, Гришин (Есипов, 90'), Дм. Черышев (Ковтун, 83'), Бесчастных (Тихонов, 61'). Главный тренер: Борис Игнатьев. Израиль: Р. Коэн, Хальфон, Амсалем, Хазан, Шелах, Бенадо, Розенталь (Харази, 46'), Ревиво (Зоар, 58'), Беркович, Нимни, Охана (Мизрахи, 75'). Предупреждения: Беркович (31'), Охана (37'), Бесчастных (43'), Харази (59'), Цвейба (70'). |                                                                                  |                                                               |
| Россия | 2:0 (2:0)                                                                        | Израиль                                                       |
| Радимов 8′ · Косолапов 38′ | Голы                                                                             |                                                               |

Товарищеский матч
| 20 августа 1997 | \| Россия \| 0:1 (0:0) \| Югославия \| \| \| Голы \| Йоканович 87′ (пен.) \| | Стадион: «Петровский», Санкт-Петербург Зрителей: 9 000 Судья: Микко Вуорела |
| Россия: Черчесов (Овчинников, 46'), Цвейба, Никифоров, Яновский, Косолапов (Тихонов, 46'), Канчельскис (Бесчастных, 46'), Онопко (к), Аленичев, Колыванов (Гришин, 62'), Хлестов (Ковтун, 62'), Черышев (Симутенков, 46'). Главный тренер: Борис Игнатьев. Югославия: Краль (Лекович, 46'), Миркович (Светличич, 74'), Джорович, Йоканович, Джукич, Говедарица, Югович (Савельич, 46'), Петрович (Негуш, 83'), Милошевич, Брнович (Иовичич, 79'), Друлович. Предупреждения: Милошевич (43'), Говедарица (69'), Никифоров (76'), Джукич (78'). Удаление: Бесчастных (69', неспортивное поведение). |                                                                              |                                                                             |
| Россия | 0:1 (0:0)                                                                    | Югославия                                                                   |
| | Голы                                                                         | Йоканович 87′ (пен.)                                                        |

Отборочная стадия XVI чемпионата мира. Матч группы 5 зоны УЕФА
| 10 сентября 1997 | \| Болгария \| 1:0 (0:0) \| Россия \| \| Т. Иванов 55′ \| Голы \| \| | Стадион: «Васил Левски», София Зрителей: 55 000 Судья: Вацлав Крондл |
| Болгария: Здравков, Кишишев, Т. Иванов, М. Петков, Гинчев, Янков, Костадинов (Илиев, 73'), Стоичков (И. Петков, 85'), Л. Пенев, Балаков, Лечков. Россия: Овчинников, Ковтун, Никифоров, Косолапов (Хохлов, 46'), Яновский, Цвейба, Онопко (к), Канчельскис, Аленичев, Колыванов, Симутенков (Дм. Черышев, 76'). Главный тренер: Борис Игнатьев. Предупреждения: Никифоров (21'), Косолапов (32'), Яновский (58'), Гинчев (61'), Здравков (81'), Ковтун (89'). |                                                                      |                                                                      |
| Болгария | 1:0 (0:0)                                                            | Россия                                                               |
| Т. Иванов 55′ | Голы                                                                 |                                                                      |

Отборочная стадия XVI чемпионата мира. Матч группы 5 зоны УЕФА
| 11 октября 1997 | \| Россия \| 4:2 (2:0) \| Болгария \| \| Аленичев 14′, 57′ · Колыванов 41′ (пен.) · Юран 52′ (пен.) \| Голы \| Груев 68′ · Костадинов 78′ \| | Стадион: «Лужники», Москва Зрителей: 21 000 Судья: Пьерлуиджи Пайретто |
| Россия: Овчинников, Дм. Попов, Чугайнов, Цвейба, Яновский, Тихонов, Онопко (к), Аленичев (Косолапов, 82'), Юран (Веретенников, 67'), Колыванов, Симутенков (Радимов, 46'). Главный тренер: Борис Игнатьев. Болгария: Здравков, Кишишев, Т. Иванов, М. Петков, Гинчев, Янков, Зафиров, Стоичков (Костадинов, 54'), Л. Пенев, Илиев (Груев, 67'), Лечков (Боримиров, 54'). Примечание: Л. Пенев не реализовал пенальти (75', вратарь). Предупреждение: Аленичев (24'). | |                                                                        |
| Россия | 4:2 (2:0) | Болгария                                                               |
| Аленичев 14′, 57′ · Колыванов 41′ (пен.) · Юран 52′ (пен.) | Голы | Груев 68′ · Костадинов 78′                                             |

Отборочная стадия XVI чемпионата мира. Первый стыковой матч зоны УЕФА
| 29 октября 1997 | \| Россия \| 1:1 (0:0) \| Италия \| \| Каннаваро 52′ (авт.) \| Голы \| Вьери 50′ \| | Стадион: «Динамо», Москва Зрителей: 20 000 Судьи: Петер Миккельсен, Йенс Ларсен, Мейер Карл-Йохан Кристенсен. |
| Россия: Овчинников, Радимов, Чугайнов, Дм. Попов (Тихонов, 78'), Яновский, Ковтун, Онопко (к) (Цвейба, 43'), Аленичев, Юран, Колыванов, Канчельскис (Хохлов, 46'). Главный тренер: Борис Игнатьев. Италия: Пальюка (Буффон, 31'), Неста, П. Мальдини, Д. Баджо, Каннаваро, Костакурта, Пессотто (Бенарриво, 54'), Альбертини, Вьери, Ди Маттео, Раванелли (Дель Пьеро, 60'). |                                                                                     | |
| Россия | 1:1 (0:0)                                                                           | Италия |
| Каннаваро 52′ (авт.) | Голы                                                                                | Вьери 50′ |

Отборочная стадия XVI чемпионата мира. Ответный стыковой матч зоны УЕФА
| 15 ноября 1997 | \| Италия \| 1:0 (0:0) \| Россия \| \| Казираги 53′ \| Голы \| \| | Стадион: «Сан-Паоло», Неаполь Зрителей: 76 500 Судья: Серж Мументалер |
| Италия: Перуцци, Пессотто (Неста, 77'), Феррара, Костакурта, Каннаваро, П. Мальдини, Д. Баджо, Альбертини, Ди Маттео, Казираги, Раванелли (Дель Пьеро, 77'). Россия: Овчинников, Ковтун, Никифоров, Онопко (к), Дм. Попов, Радимов (Семак, 66'), Хохлов, Яновский (Симутенков, 60'), Аленичев, Юран (Бесчастных, 79'), Колыванов. Главный тренер: Борис Игнатьев. Предупреждения: Онопко (72'), Ковтун (69'), Казираги (71'), Аленичев (72'), Неста (79'), Никифоров (86'). |                                                                   |                                                                       |
| Италия | 1:0 (0:0)                                                         | Россия                                                                |
| Казираги 53′ | Голы                                                              |                                                                       |

## Авторы забитых мячей
4 мяча
- Игорь Симутенков

2 мяча
- Дмитрий Аленичев

1 мяч
- Дмитрий Попов
- Валерий Кечинов
- Сергей Гришин
- Владислав Радимов
- Алексей Косолапов
- Игорь Колыванов
- Сергей Юран

## Автоголы
1 мяч
- Фабио Каннаваро

## Авторы пропущенных мячей
1 мяч
- Илия Груев
- Трифон Иванов
- Эмил Костадинов
- Кристиан Вьери
- Пьерлуиджи Казираги
- Синиша Гогич
- Анто Дробняк
- Славиша Йоканович
- Паскаль Тюлер

## Неофициальные игры сборной
Товарищеский матч
| 18 августа 1997 | \| Россия \| 0:2 (0:0) \| Сборная мира \| \| \| Голы \| Джоркаефф 55′ · Герреро 82′ \| | Стадион: «Лужники», Москва Зрителей: 62 000 Судья: Пьерлуиджи Коллина |
| Россия: Овчинников (Черчесов, 46'), Ковтун (Пагаев, 46'), Никифоров (Чугайнов, 46'), Дм. Попов, Косолапов (Яновский, 46'), Канчельскис (Гришин, 46'), Онопко (к), Аленичев (Харлачёв, 46'), Колыванов (Тихонов, 46'), Веретенников, Симутенков (Дм. Черышев, 46'). Тренеры: Б. П. Игнатьев, Ю. П. Сёмин, Л. А. Пахомов. Сборная мира: Субисаррета (Господарек, 46'), Вега, Суарес, Верлат, Маттеус (к), Джоркаефф (Цвейба, 78'), Герреро, Винтер, Папен (Абеди Пеле, 46'), Эффенберг, Шевченко (Бесчастных, 58'). Тренеры: Бобби Робсон (Англия) и Бора Милутинович (Югославия). Предупреждение: Онопко (75'). Примечание: товарищеский матч в ознаменование 850-летия Москвы, 100-летия российского футбола и открытия стадиона «Лужники» после реконструкции. |                                                                                        |                                                                       |
| Россия | 0:2 (0:0)                                                                              | Сборная мира                                                          |
| | Голы                                                                                   | Джоркаефф 55′ · Герреро 82′                                           |